# Greensboro Swarm 2019-2020
La stagione 2019-20 dei Greensboro Swarm fu la 4ª nella NBA D-League per la franchigia.
I Greensboro Swarm al momento dell'interruzione della stagione a causa della pandemia da COVID-19, erano quinti nella Southeast Division con un record di 9-34.

## Roster
|    | Naz.                   | Ruolo | Sportivo        | Anno | Alt. | Peso |  |
| -- | ---------------------- | ----- | --------------- | ---- | ---- | ---- |  |
| 0  | Stati Uniti (bandiera) | G     | Dwayne Bacon    | 1995 | 201  | 100  |  |
| 1  | Stati Uniti (bandiera) | G     | Josh Perkins    | 1995 | 191  | 86   |  |
| 2  | Stati Uniti (bandiera) | G     | Kobi Simmons    | 1997 | 196  | 75   |  |
| 3  | Stati Uniti (bandiera) | A     | Robert Franks   | 1996 | 203  | 104  |  |
| 3  | Stati Uniti (bandiera) | G     | Terry Henderson | 1994 | 196  | 88   |  |
| 4  | Stati Uniti (bandiera) | G     | Mike Davis      | 1996 | 188  | 91   |  |
| 4  | Stati Uniti (bandiera) | G     | Trey Phills     | 1996 | 188  | 84   |  |
| 5  | Stati Uniti (bandiera) | A     | Jalen McDaniels | 1998 | 208  | 93   |  |
| 6  | Stati Uniti (bandiera) | G     | Tyler Nelson    | 1995 | 191  | 82   |  |
| 7  | Stati Uniti (bandiera) | A     | Demajeo Wiggins | 1997 | 206  | 109  |  |
| 8  | Stati Uniti (bandiera) | G     | Donte Ingram    | 1996 | 198  | 98   |  |
| 9  | Stati Uniti (bandiera) | A     | Max Montana     | 1996 | 206  | 95   |  |
| 10 | Stati Uniti (bandiera) | A     | Caleb Martin    | 1995 | 196  | 93   |  |
| 11 | Stati Uniti (bandiera) | A     | Cody Martin     | 1995 | 196  | 93   |  |
| 12 | Stati Uniti (bandiera) | A     | Jeff Roberson   | 1996 | 198  | 100  |  |
| 13 | Stati Uniti (bandiera) | G     | Joe Chealey     | 1995 | 191  | 86   |  |
| 14 | Stati Uniti (bandiera) | GA    | K.J. McDaniels  | 1993 | 198  | 93   |  |
| 18 | Stati Uniti (bandiera) | G     | Joel Berry      | 1995 | 183  | 88   |  |
| 21 | Stati Uniti (bandiera) | G     | Tai Odiase      | 1995 | 206  | 100  |  |
| 22 | Stati Uniti (bandiera) | G     | John Dawson     | 1995 | 188  | 93   |  |
| 24 | Stati Uniti (bandiera) | G     | Dwayne Bacon    | 1995 | 201  | 100  |  |
| 26 | Stati Uniti (bandiera) | A     | Ray Spalding    | 1997 | 206  | 102  |  |
| 54 | Stati Uniti (bandiera) | C     | Thomas Welsh    | 1996 | 213  | 116  |  |

## Staff tecnico
- Allenatore: Joe Wolf
- Vice-allenatori: James Maye, Nicholas Saenz, Jeff Lebo
- Preparatore atletico: Tyler Lesher